# Toyoko Yamasaki
Pour les articles homonymes, voir Yamasaki.
Toyoko Yamasaki (山崎 豊子, Yamasaki Toyoko, née le 3 novembre 1924 et morte le 29 septembre 2013) est une romancière japonaise.
Née à Osaka, Toyoko Yamasaki travaille comme journaliste pour le Mainichi Shimbun de 1945 à 1959 après avoir été diplômée de littérature japonaise à l'université pour femmes de Kyoto. Elle écrit sa première histoire, Noren, en 1957. L'année suivante, elle remporte le prix Naoki avec Hana Noren, son deuxième roman.
Plusieurs de ses livres décrivent la vie de familles marchandes d'Osaka. Yamasaki a aussi écrit quelques histoires basées sur des événements réels. Futatsu no Sokoku par exemple, est dérivé de la biographie du nippo-américain David Akira Itami et Shizumanu Taiyō est basé sur l'accident du vol 123 Japan Airlines.
Plusieurs de ses livres sont adaptés au cinéma et en dramas.

## Principaux ouvrages
- 暖簾 (Noren?, 1957)
- 花のれん (Hana Noren?, 1958), adapté au cinéma en 1959 et à la télévision en 1995.
- 女系家族 (Nyokei Kazoku?, 1963), adapté huit fois en drama.
- 白い巨塔 (Shiroi Kyotō?, 1965), adapté au cinéma en 1966 et dans deux dramas en 1979 et 2003.
- 華麗なる一族 (Karei naru Ichizoku?, 1973), adapté au cinéma et à la télévision en 1973. Un remake de la drama est diffusé en 2007.
- 不毛地帯 (Fumō Chitai?, 1976), adapté au cinéma et en drama.
- (二つの祖国 (Futatsu no Sokoku?, traduit par V. Dixon Morris sous le titre Two Homelands), adapté en taiga drama sous le titre 山河燃ゆ (Sanga Moyu?) en 1984.
- 大地の子 (Daichi no Ko?, 1991), adapté pour la télévision en 1995.
- 沈まぬ太陽 (Shizumanu taiyō?, 1999), adapté au cinéma en 2009.

## Adaptations de ses œuvres au cinéma
- 1963 : La Famille matrilinéaire (女系家族, Nyokei kazoku?) de Kenji Misumi